# Valentin Stang
Valentin Stang (*  22. Mai 1876 in Bad Niederbronn, Elsass; † 18. Juni 1944 in Berlin) war ein deutscher Veterinärmediziner und Hochschullehrer.

## Leben
Stang studierte Veterinärmedizin an der Tierärztlichen Hochschule Stuttgart und war Mitglied des RSC-Corps Suevia Stuttgart. Bei Normannia Hannover wurde er später Ehren-AH.
Nach Erhalt der Approbation als Tierarzt wurde er 1901 mit der Dissertationsschrift „Zur Kenntnis der Toxinbildung des Bacterium avicidum“ an der Veterinärmedizinischen Fakultät der Universität Bern zum Dr. med. vet. promoviert. 1904 wurde er Kreistierarzt in Straßburg im Elsass und danach von 1909 bis 1918 Landesinspektor für Tierzucht im damaligen Reichsland Elsaß-Lothringen. 1919 bis 1923 erfolgten Tätigkeiten im Reichsministerium für Ernährung und Landwirtschaft sowie einigen anderen Dienststellen. Hier war Stang für allgemeine Tierzuchtfragen zuständig. 1923 wurde er ordentlicher Professor für Tierzucht und Tierfütterungslehre an der Tierärztlichen Hochschule Berlin, wegen Reorganisation ab 1934 an der Landwirtschaftlich-Tierärztlichen Fakultät, ab 1937 bis zu seinem Tode an der Tierärztlichen Fakultät der Universität Berlin. Er war Präsident des Deutschen Veterinärrates und von 1927 bis 1929 Rektor der Tierärztlichen Hochschule Berlin. 1936 wurde er Mitglied der Leopoldina.

## Ehrungen
- Zwei Ehrenpromotionen zum Dr. med. vet. h. c.

## Werke (Auswahl)
- Enzyklopädie Tierheilkunde und Tierzucht in 11 Bänden (1926–1937)